# Срињине
Срињине су насељено место у саставу града Сплита, Сплитско-далматинска жупанија, Република Хрватска.

## Географски положај
Улазе у састав града Сплита у Далмацији и налазе се на његовом крајњем истоку. Налазе се између брда Перуна и планине Мосора. Са Сплитом су повезане редовном градском аутобуском линијом.

## Историја
До територијалне реорганизације у Хрватској налазиле су се у саставу старе општине Сплит.

## Становништво
На попису становништва 2011. године, Срињине су имале 1.201 становника.
| Број становника по пописима | Број становника по пописима | Број становника по пописима | Број становника по пописима | Број становника по пописима | Број становника по пописима | Број становника по пописима | Број становника по пописима | Број становника по пописима | Број становника по пописима | Број становника по пописима | Број становника по пописима | Број становника по пописима | Број становника по пописима | Број становника по пописима | Број становника по пописима |
| --------------------------- | --------------------------- | --------------------------- | --------------------------- | --------------------------- | --------------------------- | --------------------------- | --------------------------- | --------------------------- | --------------------------- | --------------------------- | --------------------------- | --------------------------- | --------------------------- | --------------------------- | --------------------------- |
| 1857.                       | 1869.                       | 1880.                       | 1890.                       | 1900.                       | 1910.                       | 1921.                       | 1931.                       | 1948.                       | 1953.                       | 1961.                       | 1971.                       | 1981.                       | 1991.                       | 2001.                       | 2011.                       |
| 409                         | 491                         | 314                         | 382                         | 458                         | 440                         | 767                         | 908                         | 789                         | 1.040                       | 1.100                       | 892                         | 951                         | 1.232                       | 1.354                       | 1.201                       |

Напомена: Исказује се као самостално насеље од 1981. настало издвајањем дела насеља Сплит, за које и садржи део података у 1857, 1869, 1921, 1931, 1953. и 1961. До 1948. исказивано као самостално насеље, а од 1953. до 1971. као део насеља Сплит. У 1869, 1921. и 1931. садржи део података насеља Тугаре (бивше насеље Хумац, град Омиш). У 1991. повећано за део подручја насеља Жрновница.

### Попис 1991.
На попису становништва 1991. године, насељено место Срињине је имало 1.232 становника, следећег националног састава:
| Попис 1991.‍   | Попис 1991.‍  | Попис 1991.‍ | Попис 1991.‍ | Попис 1991.‍ |
| ------------- | ------------ | ----------- | ----------- | ----------- |
|               |              |             |             |             |
| Хрвати        | Хрвати       |             | 1.211       | 98,29%      |
| Црногорци     | Црногорци    |             | 3           | 0,24%       |
| Муслимани     | Муслимани    |             | 2           | 0,16%       |
| Југословени   | Југословени  |             | 1           | 0,08%       |
| Срби          | Срби         |             | 1           | 0,08%       |
| остали        | остали       |             | 1           | 0,08%       |
| неопредељени  | неопредељени |             | 4           | 0,32%       |
| регион. опр.  | регион. опр. |             | 2           | 0,16%       |
| непознато     | непознато    |             | 7           | 0,56%       |
| укупно: 1.232 |              |             |             |             |